# Karl Abraham
Karl Abraham (Brema, 3 maggio 1875 – Berlino, 25 dicembre 1925) è stato uno psichiatra e psicoanalista tedesco.
Fu uno dei pionieri della psicoanalisi in Germania. Fondatore dell'Istituto Psicoanalitico di Berlino, è stato anche presidente della International Psychoanalytical Association.

## Biografia
I suoi genitori furono Nathan Abraham, un ebreo insegnante di religione (1842 – 1915) e sua moglie (e cugina) Ida (1847 – 1929).
Abraham studiò medicina a Würzburg e Berlino e si laureò a Friburgo in Brisgovia. Dal 1904 al 1907 fu assistente di Eugen Bleuler nella clinica psichiatrica universitaria di Zurigo, il Burghölzli. In questo periodo conobbe anche la teoria della psicoanalisi (Psicologia analitica) di Carl Gustav Jung e divenne studente di Sigmund Freud, con il quale prese parte alle "riunioni del mercoledì" a Vienna, prima di stabilirsi a Berlino come neurologo. Durante la prima guerra mondiale costituì e diresse sul fronte orientale una "unità psichiatrica" e raccolse le osservazioni compiute in un saggio di interpretazione psicoanalitica delle nevrosi di guerra. Nel 1920 fondò con Max Eitingon l'Istituto psicoanalitico di Berlino con finalità didattica e terapeutica.
Furono studenti di Abraham: Felix Boehm, Helene Deutsch, Rudolf Foerster, Edward Glover, James Glover, Karen Horney, Melanie Klein, Hans Liebermann, Josine Müller, Carl Müller-Braunschweig, Sándor Radó, Theodor Reik, Ernst Simmel, Alix Strachey, Alexandra Wolff Stomersee.
Abraham completò la teoria dello sviluppo psicosessuale freudiana definendo alcune sotto-fasi e si interessò inoltre a temi quali la simbologia dei sogni, il rapporto genitori-figli, etnologia, nevrosi e psicosi, arte.

## Opere
- 1907-26, 1966 – A psychoanalytic dialogue: the letters of Sigmund Freud and Karl Abraham
- 1909 – Traum und Mytus
- 1911 – Die psychosexuelle Grundlage der Depressions-und Exaltationszustände
- 1911 – Giovanni Segantini: ein psychoanalytischer Versuch
- 1912 – Amenhotep IV
- 1916 – Untersuchungen über die früheste prägenitale Entwicklungsstufe der Libido
- 1918 – Zur Psychoanalyse der Kriegsneurosen
- 1919 – Tiertotemismus
- 1921 – Ergänzungen zur Lehre vom Analcharakter
- 1924 – Versuch einer Entwicklungsgeschichte der Libido
- 1924 – Zur Charakterbildung auf der "genitalen" Entwicklungsstufe
- 1924 – Beiträge der Oralerotik zur Charakterbildung
- 1925 – Psychoanalytische Studien zur Charakterbildung